# Eopenthes marginatus
Eopenthes marginatus är en skalbaggsart som beskrevs av Sharp 1908. Eopenthes marginatus ingår i släktet Eopenthes och familjen knäppare. Inga underarter finns listade i Catalogue of Life.